# Mandevilla duartei
Mandevilla duartei är en oleanderväxtart som beskrevs av Markgr.. Mandevilla duartei ingår i släktet Mandevilla och familjen oleanderväxter. Inga underarter finns listade i Catalogue of Life.